# Conus generalis
Conus generalis é uma espécie de gastrópode do gênero Conus, pertencente a família Conidae.

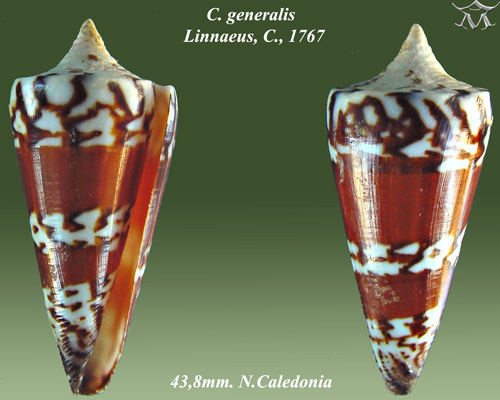
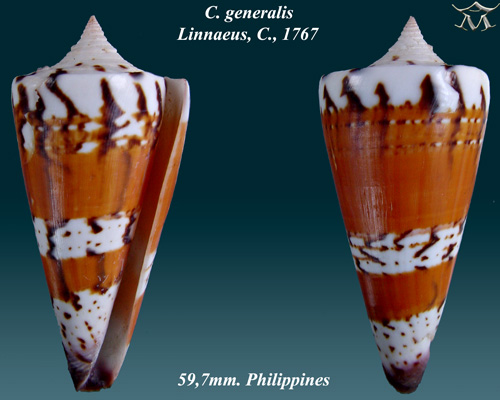
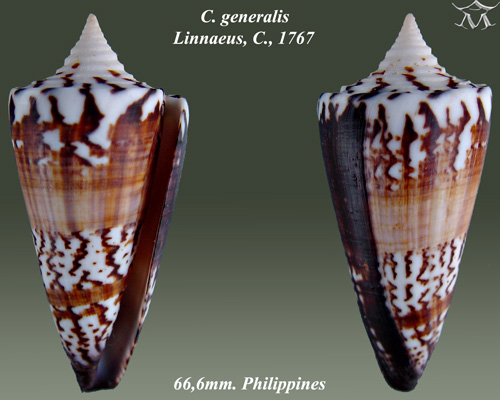
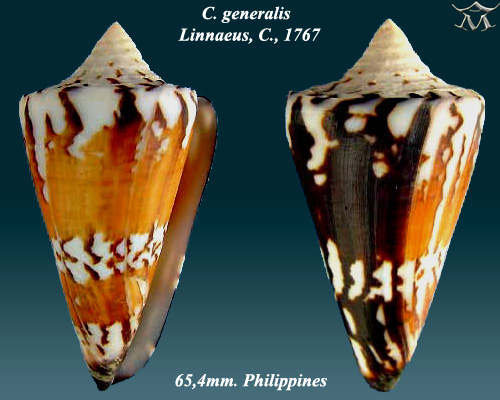
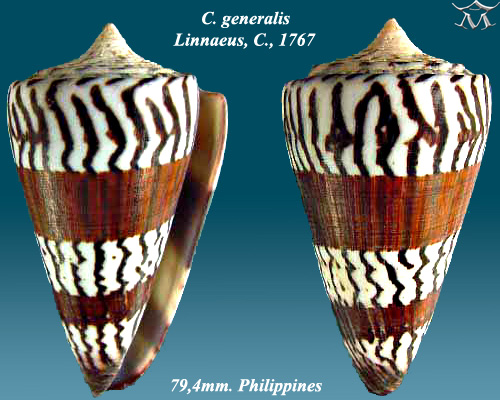
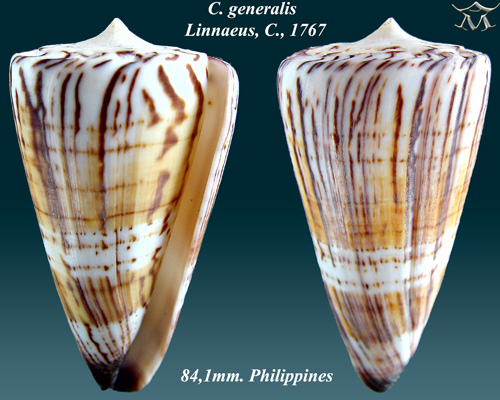
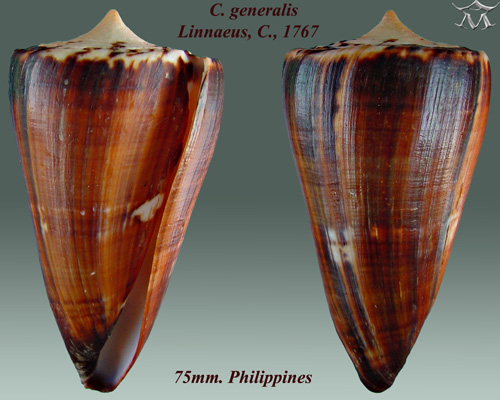
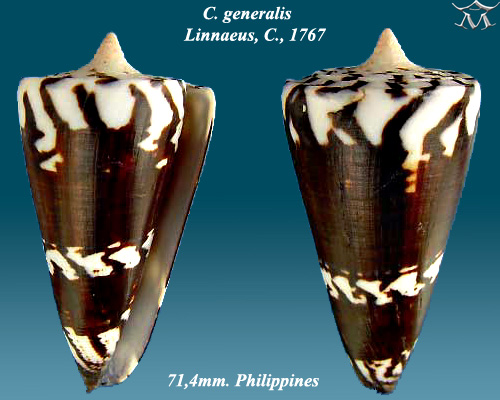
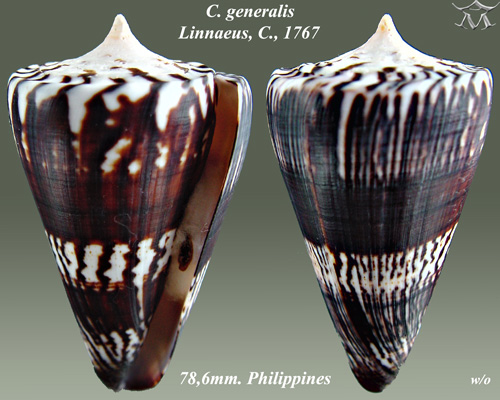
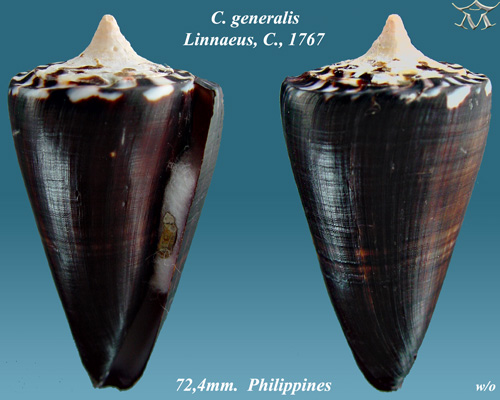